# Thisted község
Thisted község (dánul: Thisted Kommune) Dánia 98 községének (kommune, helyi önkormányzattal rendelkező közigazgatási egység) egyike. A Midtjylland régióban található. Thisted község Struer és Jammerbugt községekkel határos. Lakosainak száma 43 991 fő (2016).